# Blutsschwestern (2014)
Blutsschwestern ist ein österreichischer Fernsehthriller, der am 1. April 2014 erstmals in ORF 1 ausgestrahlt wurde. Der koproduzierende deutsche Sender ZDF wählte für seine Erstausstrahlung am 5. Mai 2014 den Titel Die Tote in der Berghütte.

## Handlung

### Anreise und Vorgeschichte
Charly kommt nach drei Jahren aus Hamburg mit dem Zug am Grazer Hauptbahnhof an, wo sie ihren Freund Max treffen will. Sie kennt Max aus den Kindheitstagen in der Steiermark und hat ihn in Hamburg zufällig wiedergetroffen. Doch sie wird in Graz auch von ihren Freundinnen Rita, Sonja und Ingrid erwartet. Daraufhin schlägt die bestimmende und egoistische Rita vor, gleich eine Feier im Jagdhaus der Familie in der Obersteiermark zu veranstalten. Eine fünfte Freundin, Manu, sei auch eingeladen, aber nicht erreichbar. Die Frauen sind von Ritas Plan gar nicht angetan, denn schon in Kindeszeiten gab es für die fünf so ein Wochenende, das allerdings mit einer Katastrophe endete: Beim Spielen mit einem Jagdgewehr gab Rita einen Schuss in den Wald ab. Dabei wurde Max’ Vater getroffen und verlor dadurch ein Auge und die Fähigkeit zu sprechen. Ritas Vater vertuschte damals den Unfall und erfand einen Wilderer, der geschossen habe. In der Folge sorgte er jedoch für den Mann und Max, den er wie seinen eigenen Sohn behandelte und dem er das Studium finanzierte. Auch Ingrid studierte auf Kosten von Ritas Vater und arbeitete danach seit Jahren für das Familienunternehmen. Bis jetzt hat niemand die Wahrheit über den Vorfall erfahren. Die Erinnerung an dieses Ereignis beschäftigt Charly noch heute.
Da Rita mit Ingrids Hilfe bereits alles organisiert hat, einigt man sich auf eine Übernachtung im Haus und fährt mit Max los. Auf dem Weg in die Obersteiermark machen sie an einer Raststation halt. Danach setzt sich die angeheiterte Rita unter Protest der anderen ans Steuer. Auf der Bergstraße zum Zielort drängt sie einen blauen Sportwagen mit drei Männern von der Fahrbahn ab, fährt aber einfach weiter. Kurz darauf erreichen sie das Elternhaus von Max, wo der Hüttenschlüssel abzuholen ist. Dort sagt Max, dass er einen Umzug nach Hamburg überlege.
Wegen der Vorgeschichte ist es Charly äußerst unangenehm, als er sie mit zum Vater nimmt, der sein entstelltes Gesicht mit einer Sonnenbrille verdeckt. Danach bringt Max die Frauen zu einer Lastenseilbahn, wo der Weg zum Jagdhaus beginnt. Dieses Anwesen liegt nämlich sehr abgelegen und ist nur zu Fuß bzw. mit der Seilbahn erreichbar. Auf dem Weg dorthin sieht Charly wieder den blauen Wagen.

### Haupthandlung im Jagdhaus
Bei der Hütte angekommen laufen die Frauen zu einem Teich um zu baden. Dabei taucht Ingrid Rita mehrmals sehr aggressiv unter. Charly geht allein zur Hütte zurück und hat das Gefühl, beobachtet zu werden. Da kommt auch Manu mit der Seilbahn zur Hütte. Sie leidet an einer (nicht genannten) schweren Krankheit, nimmt starke Medikamente und hat die letzte Zeit in Indien verbracht. Die beiden werden von den drei Männern (im Drehbuch: „drei Typen“) aus dem blauen Auto überfallen, die sie zu vergewaltigen versuchen. Die plötzlich eintreffende Rita kann sie jedoch mit dem Gewehr vertreiben, denn Aissa, der anwesende Schäferhund von Max’ Vater, ist keine große Hilfe und flieht in den Wald. Rita kann die Verschreckten zum Bleiben überreden, denn wegen des nicht vorhandenen Handynetzempfanges kann die Polizei nicht verständigt werden. Das gemeinsame Essen auf der Terrasse mündet in einen Streit mit der angeheiterten Rita, da diese ankündigt, sich mit Max zu verloben. Charly kann das alles nicht glauben. Sie möchte das Treffen verlassen, doch ein Unwetter zieht auf und verhindert die Abreise. 
Alle außer Rita, die baden will, sind beschäftigt, die Gegenstände auf der Terrasse in Sicherheit zu bringen. Dann fällt der Strom aus und die Seilbahn setzt sich in Bewegung. Mit der Gondel wird der getötete Hund zum Haus geschickt. Offenbar war er von den drei Männern umgebracht worden. Das löst Panik aus, und die Frauen flüchten ins Haus. Dort liegt Rita tot im Badezimmer, erschossen mit jenem Jagdgewehr, das Charly zu ihrem Schutz auf dem Weg ins Tal mitnehmen wollte. Seltsam ist, dass die Waffe wieder im versperrten Waffenschrank steht, der Schlüssel aber weg ist. Während einige der Frauen Verbindungen zur Vergangenheit sehen und sogar Max als möglichen Rächer in Betracht ziehen, beschuldigen andere sich gegenseitig, den Mord begangen zu haben. Nachdem Rita zuvor alle vor den Kopf gestoßen hat, hätte jede einen Grund für den Mord.
- Die lesbische Ingrid war soeben von Rita entlassen worden, obwohl sie sich jahrelang – aus Liebe zu Rita – für die Firma aufgeopfert hatte. Laut Rita sei sie nur etwas geworden, weil Ritas Vater sie gefördert habe.
- Rita hat Manu vor einigen Jahren den Freund ausgespannt, als diese wegen ihrer Krankheit ihr Haar verlor. Dadurch fiel Manu in eine tiefe Krise. Sie „flüchtete“ deswegen nach Indien, wo sie in einer Sterbeklinik arbeitete.
- Charly war damals diejenige, die Rita verraten hatte. Dazu kommt der Streit um Max, in dem sie die Aussage tätigte: „Ich will weg, sonst bringe ich dich noch um!“.
- Auch gegenüber Sonja hat Rita angedeutet, dass sie schon jeden Mann gehabt habe, den sie haben wollte, sie solle sich „da keine Illusionen machen“. Sonja ist jedoch die einzige, die keine Schuldgefühle wegen der Vertuschung des Unfalls hat.

So beschließt man, zusammen im Wohnzimmer auf den Morgen zu warten. Die depressive Manu legt sich in einem der oberen Zimmer schlafen. Am nächsten Morgen beginnen Sonja und Charly plötzlich mit gegenseitigen Schuldzuweisungen. Charly läuft aus dem Streit heraus in den Wald – Ingrid und Sonja folgen ihr. Als sie zurück zur Hütte kommen, liegt die kranke Manu leblos am Boden, und Max ist wie verabredet gekommen, um die Frauen abzuholen. In einem Abschiedsbrief erklärt Manu, dass sie mit ihrer Schuld nicht leben könne.
Bei Ritas Begräbnis gesteht Sonja Charly, dass sie Rita erschossen hat, nachdem diese zugegeben hatte, auch ihren Ehemann Christoph verführt zu haben. Ihr Sohn Felix leidet an einer Bakterieninfektion, die ihn innerhalb eines Jahres erblinden lassen wird. Sonja schloss sofort, dass die sexuell übertragbare Krankheit nur von Rita durch diesen Seitensprung über Sonjas Familie gebracht worden sein konnte. Damit konfrontiert hatte diese lediglich gemeint, sie werde sich untersuchen lassen, um nicht auch „so ein Kind“ zu bekommen.

## Dramaturgie
Die Handlung, die aus der Sicht von Charly dargestellt wird, wird durch Rückblenden unterbrochen, in denen Charlys Erinnerungen gezeigt werden, durch die sich die Vorgeschichte erschließt. Diese Szenen werden von jungen Mädchen gespielt. Spannung aufgebaut wird durch die Lastenseilbahn, die sowohl vom Berg als auch vom Tal aus gesteuert werden kann. Die entscheidende Mordszene, die erst am Ende gezeigt wird, wird während der Handlung durch Ablenkungsszenen mit zeitgleichen Handlungen von Max und dessen Vater überdeckt. In diesen Szenen spielt der Plattenspieler gerade I’m Sorry von Brenda Lee – ebenfalls unterbrochen durch einen Stromausfall. Davor sagt auch schon Rita, wenn es nicht mehr anders geht, immer: „Es tut mir leid.“

## Romanvorlage
Das Drehbuch wurde nach Motiven des Romans Warten auf Poirot von Nora Miedler geschrieben, der ebenfalls aus der Sicht von Charly in der Ich-Form geschrieben ist. Übernommen wurde die Situation der fünf Frauen auf der abgeschnittenen Berghütte und deren Namen, nur wurde aus Marnie Manu, aus Marc wurde Max. Der Roman spielt jedoch im Winter bei einem Schneesturm und Marc ist dort Ritas Bruder, der mit ihr ein inzestuöses Verhältnis hat. Rita wird erstochen und die krebskranke Marnie stirbt an Tabletten. Auch im Roman entpuppt sich Sonja erst im Epilog als Mörderin, nachdem zunächst Ingrid beide Morde angehängt worden sind. Das Motiv ist allerdings einleuchtender; Sonja hat ein außereheliches Kind, ohne dass ihr Mann davon weiß, und wird von Rita erpresst.

## Produktion
Gedreht wurde der Film, eine Koproduktion der Lotus-Film GmbH mit ORF und ZDF, vom 27. Mai bis 27. Juni 2013 in Graz, Krieglach und St. Martin im Sulmtal. Die Berghütte steht in der Nähe von Alpl. Obwohl es von den fünf Drehwochen vier Wochen lang regnete, musste für die Regenszenen fünf Nächte lang die Feuerwehr aushelfen. Bei den Dreharbeiten gab es Probleme, weil es am Drehort tatsächlich keinen Handyempfang gibt.
Der vom ZDF gewählte Titel kam für den ORF-Filmchef Heinrich Mis nicht infrage, weil er zu sehr an einen Florian-Silbereisen-Film erinnere.

## Rezeption

### Einschaltquoten
Bei der Erstausstrahlung am 1. April 2014 im ORF hatte der Film laut Teletest 426.000 Zuseher, was einem Marktanteil von 16 Prozent entspricht.
Die deutsche Erstausstrahlung im ZDF am 5. Mai 2014 zählte 5,12 Mio. Zuseher. Mit einem Marktanteil von 16,8 Prozent war dies die erfolgreichste Sendung des Abends.

### Kritiken
Birgit Baumann schrieb im Standard am 2. April 2014, die Spurensuche gehe „auf Kosten jener Filmminuten, die deutlicher hätten machen können, warum Rita so ein Ekelbiest ist, die anderen sich ihr dennoch nicht entziehen. Eines aber haben die fünf Frauen – so unterschiedlich sie auch sind – gemeinsam: Sie spielen ihre Rollen sehr gut, allen voran Nicolette Krebitz als grässliche Rita.“
Julian Miller im Quotenmeter bezeichnet den ersten Teil als langweilig und sich wiederholend, erst die zweite Hälfte sei bis zum Schluss spannend. Hätte sich der Film mehr auf das Genre Thriller als auf Melodrama konzentriert, könnte man den Film als Genrefilm auch entsprechend ernst nehmen.
In der Berliner Zeitung bezeichnet Björn Wirth den Film als „Thriller, nur ohne Thrill“, der mit „handelsüblichem Spannungsbogen“ arbeitet. Zudem nennt er den Titel des ZDF „irreführend“, weil es ja zwei Tote gibt.